# Acidilobus
Az Acidilobus az archeák Acidilobaceae családjának nemzetsége. Az archeák – ősbaktériumok – egysejtű, sejtmag nélküli prokarióta szervezetek. Két faja van: A. aceticus, és A. saccharovorans. Az Acidilobus aceticus termoacidofil szervezet.

### Tudományos folyóiratok
- Jay ZJ (2014). „Predominant Acidilobus-Like Populations from Geothermal Environments in Yellowstone National Park Exhibit Similar Metabolic Potential in Different Hypoxic Microbial Communities”. Appl. Environ. Microbiol. 80 (1), 294–305. o. DOI:10.1128/AEM.02860-13. PMID 24162572. PMC 3911027.
- Prokofeva MI (2000). „Acidilobus aceticus gen. nov., sp. nov., a novel anaerobic thermoacidophilic archaeon from continental hot vents in Kamchatka”. Int. J. Syst. Evol. Microbiol. 50 (6), 2001–2008. o. DOI:10.1099/00207713-50-6-2001. PMID 11155973.
- Burggraf S (1997). „Reclassification of the crenarchael orders and families in accordance with 16S rRNA sequence data”. Int. J. Syst. Bacteriol. 47 (3), 657–660. o. DOI:10.1099/00207713-47-3-657. PMID 9226896.
- Zillig W (1982). „Desulfurococcaceae, the second family of the extremely thermophilic, anaerobic, sulfur-respiring Thermoproteales”. Zentralbl. Bakteriol. Parasitenkd. Infektionskr. Hyg. Abt. 1 Orig. C3, 304–317. o.

### Tudományos adatbázisok
- Acidilobus PubMed hivatkozásai
- Acidilobus PubMed Central hivatkozásai
- Acidilobus Google Scholar hivatkozásai